# Никончук, Андрей Валерьевич
Андрей Валерьевич Никончук (укр. Андрій Валерійович Нікончук; 1993, Владимир-Волынский, Волынская область — 24 февраля 2022, Киевская ГЭС, Киевская область) — украинский военнослужащий, солдат Вооружённых сил Украины. Участник российско-украинской войны. Герой Украины (2022; посмертно).

## Биография
Андрей Валерьевич Никончук родился 1 января 1992 года во Владимир-Волынском , Волынская область. Участник российско-украинской войны. Участвовал в обороне Киевской ГЭС от российских войск. 24 февраля 2022 года погиб защищая объект во время налёта авиации и ракетных ударов противника.
У Андрея Никончука остались бабушка и брат.
3 марта 2022 года президент Украины Владимир Зеленский посмертно присвоил Андрею Никончуку звание «Герой Украины».
Похоронен 7 марта 2022 на Федоровском кладбище в городе Владимире-Волынском.

## Награды
- Герой Украины (2 марта 2022) — за личное мужество и героизм, проявленные в защите государственного суверенитета и территориальной целостности Украины, верность военной присяге[4]